# 香野夫佐子
香野 夫佐子（こうの ふさこ、1916年〈大正5年〉1月22日 - ）は、日本の飛込競技選手。1936年ベルリンオリンピックに出場した。

## 経歴
1916年1月22日、兵庫県に生まれる。今津小学校（現在の西宮市立今津小学校）を卒業し、西宮市立西宮高等女学校（現在の西宮市立西宮高等学校）に入学する。在学中は甲子園プールで飛込競技の練習に励み、1933年の第9回日本選手権水泳競技大会では飛板飛込・高飛込の両方で準優勝、1934年の第10回日本選手権水泳競技大会では飛板飛込・高飛込の両方で優勝し、技に磨きがかかっていることを伺わせた。更に1935年の第11回日本選手権水泳競技大会、1936年の第12回日本選手権水泳競技大会でも飛板飛込で優勝している。1936年ベルリンオリンピックの飛込競技に日本代表として出場し、8月12日の飛板飛込で70.27点を獲得し8位、8月13日の高飛込で30.24点を獲得し6位となった。